# Rajd Stomil 1973
2. Rajd Stomil – 2. edycja Rajdu Stomil. Był to rajd samochodowy rozgrywany od 2 do 3 marca 1973 roku. Była to pierwsza runda Rajdowych Samochodowych Mistrzostw Polski w roku 1973. Rajd składał się z dwudziestu jeden odcinków specjalnych. Został rozegrany na nawierzchni asfaltowej i na śniegu. Zwycięzcą rajdu został Falke Jansen.

## Wyniki końcowe rajdu[1][2]
| Miejsce | Kierowca            | Pilot                | Samochód              | Czas    | Strata   | Grupa Klasa |
| ------- | ------------------- | -------------------- | --------------------- | ------- | -------- | ----------- |
| 1       | Falke Jansen        | Helmut Meier         | Ford Capri 2600       | 2:26:08 | -        | [ a ]       |
| 2       | Andrzej Jaroszewicz | Bogdan Drągowski     | Polski Fiat 125p 1500 | 2:33:26 | +7:18    | II/7-8      |
| 3       | Maciej Stawowiak    | Jan Czyżyk           | Polski Fiat 125p 1500 | 2:38:07 | +11:59   | I/8         |
| 4       | Reinhard Kaufmann   | Rudi Stoh            | Toyota Publica        | 2:51:17 | +25:09   | [ a ]       |
| 5       | Horst Hohlheimer    | Rudolf Huber         | Fiat 128 Sport Coupé  | 2:53:02 | +26:54   | II/5-6      |
| 6       | Janusz Wojtyna      | Jacek Różański       | Škoda 120 S Rallye    | 3:02:36 | +36:28   | II/5-6      |
| 7       | Henryk Kaczmarczyk  | Jerzy Sobczyk        | Polski Fiat 125p 1500 | 3:07:19 | +41:11   | II/7-8      |
| 8       | Maciej Bogusławski  | Andrzej Martynkin    | Polski Fiat 125p 1500 |         |          | II/7-8      |
| 9       | Jurgen Helmann      | Günther Szitnick     | Wartburg 353          | 3:14:30 | +48:22   | II/5-6      |
| 10      | Jerzy Bachtin       | Tomasz Ciecierzyński | Polski Fiat 125p 1500 |         |          | II/7-8      |
| 11      | Rainer Witzman      | Johanes Löw          | Wartburg 353          | 3:23:28 | +57:20   | II/7-8      |
| 12      | Jerzy Kobyliński    | Andrzej Żmuda        | Polski Fiat 125p 1300 | 3:31:45 | +1:05:37 | I/7         |
| 13      | Adam Masłowiec      | Andrzej Kapitan      | FSM Syrena 105        | 3:41:22 | +1:15:14 | II/3-4      |

1. 1 2 3 4 5  Nieliczony w klasyfikacji RSMP